# Masakr v My Lai

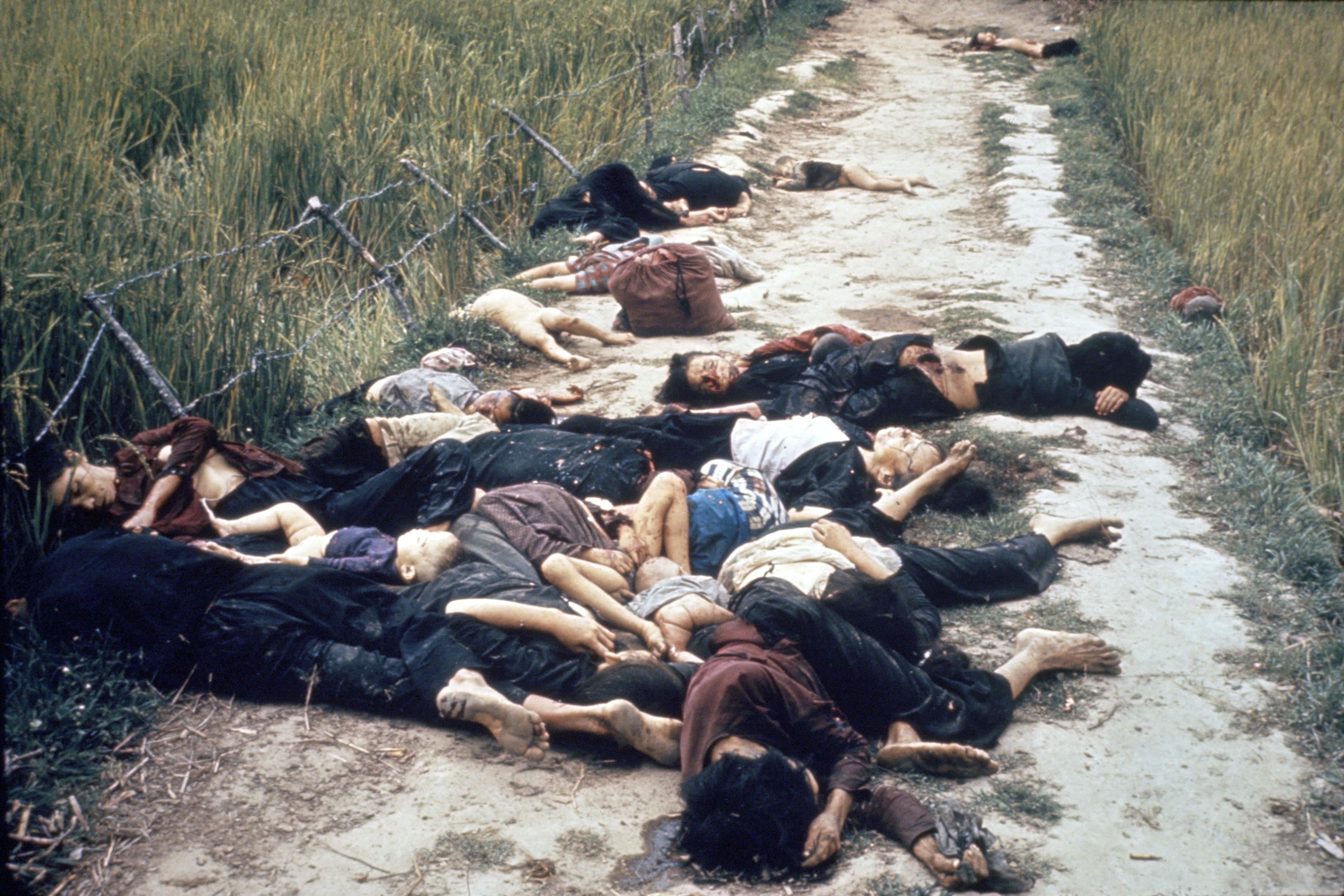
Mrtvá těla obyvatelů vesnice Mỹ Lai

Masakr v Mỹ Lai byla masová vražda asi 347 až 504 neozbrojených vietnamských civilistů, včetně žen a dětí, kterou spáchali vojáci 23. pěší divize Americal U.S. Army 16. března 1968 ve vesnici Mỹ Lai v době války ve Vietnamu. Před smrtí byly některé oběti znásilněny, zbity, mučeny, zohaveny nebo pobodány a těla některých povražděných byla vojáky znetvořena. Jednalo se o největší známý válečný zločin amerických vojsk v době války ve Vietnamu. Spolu s masakrem v No Gun Ri v korejské válce o osmnáct let dříve byl masakr civilistů v My Lai jedním z největších provedených americkými silami ve 20. století.
Incident po svém zveřejnění v listopadu 1969 vyvolal světový ohlas a šok. Informace o masakru přispěly k růstu domácí opozice vůči zapojení Spojených států do vietnamské války a odhalily také velkou míru skrývání důkazů o vraždění nevinných civilistů. Zpočátku vyšetřování byli tři američtí vojáci, kteří se pokoušeli masakr zastavit a zachránit ukryté civilisty, zadržováni a dokonce byli následně odsouzeni jako zrádci několika americkými kongresmany, a to včetně Mendela Riverse, předsedy Výboru pro ozbrojené služby Sněmovny reprezentantů Spojených států amerických. Teprve po třiceti letech byly uznány jejich zásluhy a byli vyznamenáni (jeden posmrtně) americkou armádou za ochranu civilistů ve válečné zóně. Za masakr bylo vyšetřováno a souzeno celkem 23 amerických vojáků, ale pouze jeden byl odsouzen, přičemž si v konečném verdiktu vysloužil trest tři a půl roku domácího vězení.

## Situace v oblasti
Na začátku roku 1968 byla v důsledku těžkých ztrát Národní fronta osvobození Jižního Vietnamu (Vietkong) nucena přejít od otevřeného boje k partyzánské taktice léček a náhlých přepadů. Vojenská zpravodajská služba USA předpokládala, že osada Song My skládající se z vesnic Mỹ Lai 1, 2, 3 a 4 je opěrným bodem 48. praporu Vietkongu a že většina obyvatel těchto vesnic měla Vietkong podporovat nebo přímo být jeho členy.
Americké Velitelství vojenské pomoci Jižnímu Vietnamu se v únoru a březnu 1968 po ofenzívě Tet pokoušelo agresivně získat strategickou iniciativu. Spustilo operaci "Najdi a znič" proti 48. praporu Vietkongu, o kterém se domnívalo, že se nachází právě v osadě Song My, což měla být malá součást americké útočné strategie.
Kontrolu těchto vesnic měla vykonat rota C (Charlie) 1. praporu 20. pěšího pluku 11. brigády 23. pěší divize Americal. Ta byla vytvořena v září 1967 a skládala se ze tří střeleckých rot od 11. brigády a to včetně roty C 20. pěšího pluku vedené podplukovníkem Frankem A. Barkerem, která byla ustavena v lednu 1968 jako Task Force Barker (TF Barker). Rota C byla složena převážně z mladých, 18 a 19letých branců, a od začátku svého nasazení ztratila při rutinních hlídkách 28 mužů, z toho 5 mrtvých. Již v únoru 1968 se TF Barker pokoušela osadu Song My vojensky zabezpečit, avšak s malým úspěchem. Muži z roty C následně v březnu 1968 byli již deprimováni a vyděšeni, neboť bojovali v tu dobu o holé přežití. Od svého příjezdu před třemi měsíci totiž utrpěli ztrátu více než 40 mužů a 14. března, dva dny před Mỹ Laiským incidentem, byl při hlídkování v okolí Song My minou nastraženou Vietkongem zabit seržant George Cox, další dva vojáci utrpěli vážná zranění. Tyto události mohly mít velký vliv na vznik následujícího incidentu, jelikož již během svého návratu na základnu si vojáci roty Charlie vybili svou frustraci zastřelením vietnamské ženy pracující na poli. Byl to jeden z prvních zaznamenaných případů agresivní reakce na válečné podmínky ve Vietnamu.
Ve dnech 16.–18. března plánovala jednotka Barker najít a zničit zbytky 48. praporu Vietkongu, které se údajně měly ukrývat v oblasti osady Song My. Před samotným ozbrojeným střetem plukovník Oran K. Henderson, velitel 11. brigády, vyzval své důstojníky, aby „postupovali agresivně na dostřel od nepřítele a nadobro jej vyhladili.“ Ovšem podplukovník Barker údajně nařídil velitelům 1. praporu, aby spálili domy, zabíjeli dobytek, zničili zásoby potravin i studny.
V předvečer útoku, na briefingu roty C, kapitán Ernest Medina řekl svým mužům, že téměř všichni civilní obyvatelé osad v oblasti Song My by měli odejít v 7:00 ráno na trh a každý, kdo v osadě zůstane, je pravděpodobně členem Vietkongu nebo alespoň jejich sympatizantem, a má být zlikvidován. Následně byl dotázán, zda rozkaz platí i v případě žen a dětí. Ti, kteří tomu byly přítomni, později vypovídali o Medinově odpovědi různě. Někteří, včetně velitelů čet, vypověděli, že rozkaz pochopili tak, že mají zabít všechny partyzány a severovietnamské bojovníky a to včetně osob „podezřelých“ ze spolupráce s Vietkongem, ženy a děti nevyjímaje, jakož i všechna zvířata, poté vypálit vesnici, a znečistit studny. Velitelé čet také citovali jeho slova s tím, že měl prohlásit: "Jsou to všichni VC, teď jděte a dostaňte je". Poté, když byl opět dotázán, kdo je tedy v tomto případě nepřítelem, odpověděl slovy: „Každá osoba, která před námi utíká, schovává se před námi nebo se zdá být nepřítelem. Pokud bude před Vámi utíkat muž, zastřelte ho, pokud by utíkala žena s puškou, zastřelte jí“. Jeden ze svědků v Calleyho procesu uvedl, že si vzpomíná na to, že Medina rozkázal zničit ve vesnici "vše co chodí, plazí se a nebo roste".
Rota Charlie vedená 1. četou měla proniknout do vesnice My Lai, najít nepřítele a vytlačit jej z oblasti. Dalším dvěma jednotkám TF Barker bylo nařízeno, aby zajistili oblast a v případě potřeby poskytly podporu. Oblast byla označena jako zóna volné palby, kde americké síly mohly nasadit dělostřelecké a letecké údery v osídlených oblastech. Vzhledem k tomu, že se oblast nacházela v zóně kontrolované protivníkem, nemusely nasazené americké jednotky žádat o povolení k palbě.

## Masakr v Mỹ Lai

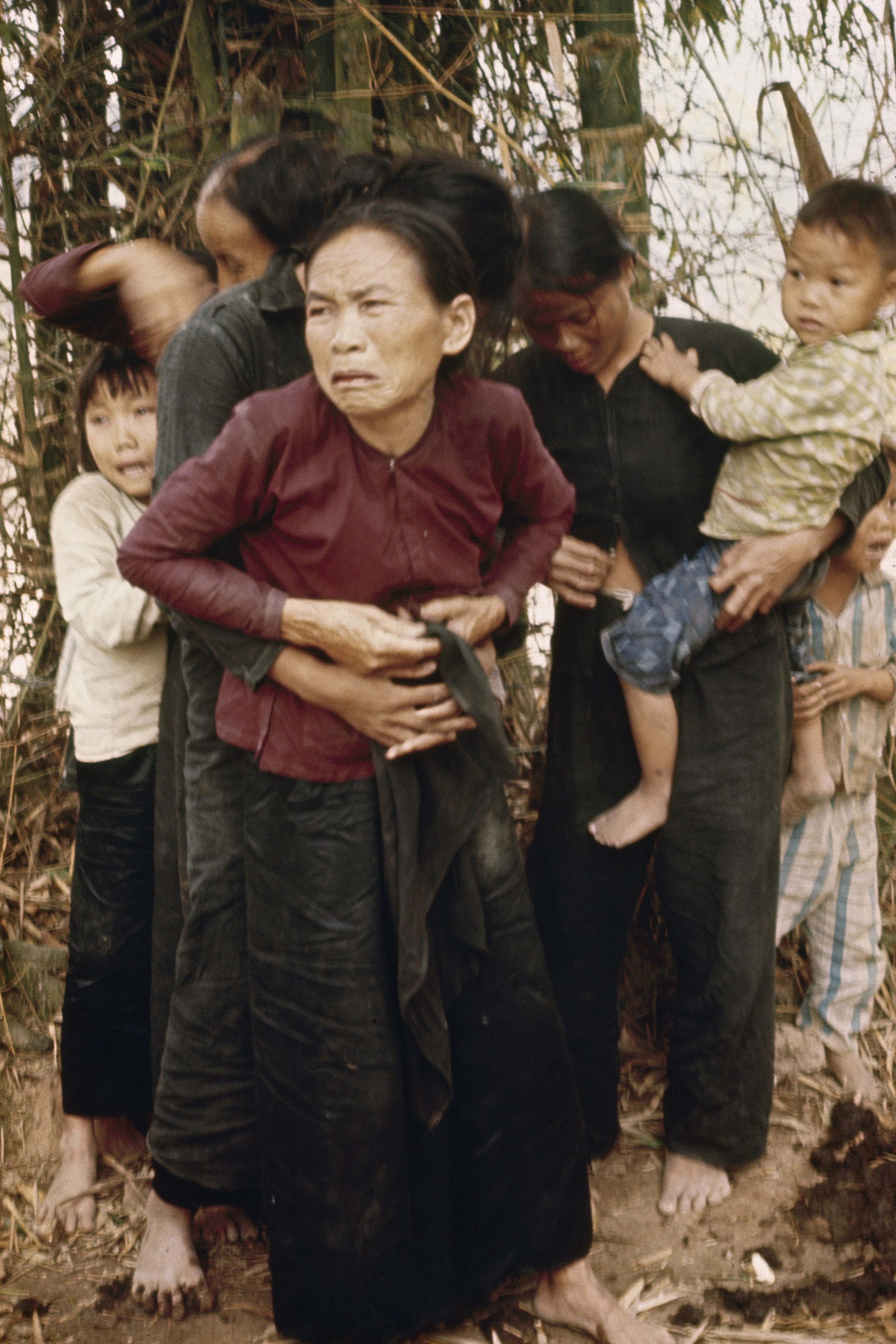
Shromáždění civilistů krátce předtím, než na ně spustili američtí vojáci palbu

Okolo osmé hodiny ráno 16. března 1968 po patnáctiminutové dělostřelecké přípravě byli vojáci roty Charlie vysazeni z vrtulníků v blízkosti vesnice Mỹ Lai. Následně rychle postoupili do vesnice, kde se nesetkali s odporem. Místo toho, aby osadu zajistil, kapitán Ernest Medina nejprve nařídil 1. a 2. četě, aby zaútočily na vesnici, a 3. četě, aby zlikvidovala zbytky nepřátel. Velitel pěší čety William Calley na místě přikázal spustit na civilisty palbu. Tento rozkaz však někteří jeho vojáci neuposlechli. Další vojáci ale začali střílet a házet granáty po všech Vietnamcích, které zpozorovali. Mnohé civilisty povraždili na rýžových polích v okolí, na ulicích či přímo v domech. Mnoho obětí bylo před smrtí znásilněno nebo mučeno. Proti počínání svých vojáků Calleyho nadřízený kapitán Ernest Medina nijak nezasáhl, naopak sám se přidal k vraždění. Američtí vojáci vraždili ve vesnici více než dvě hodiny, dokud do situace nezasáhl praporčík Hugh Thompson, jeden z pilotů průzkumných vrtulníků, které měly asistovat pěchotě. Ten si nejprve povšiml v okolí mnoha těl postřílených civilistů a rozhodl se prozkoumat situaci ve vesnici. Když pochopil, že pěšáci vraždí neozbrojené obyvatele, pokoušel se přivolat pomoc pro raněné, následně se snažil s pěšáky spojit pomocí rádia. Když viděl, že se pěšáci na zemi chystají zaútočit na skupinu civilistů ukrývajících se v jednom z bunkrů, přistál s vrtulníkem přímo před nimi a přikázal palubnímu střelci, aby nad jejich hlavami vystřelil několik varovných výstřelů. Dal tak pěšákům najevo, že pokud budou ve vraždění pokračovat, spustí na ně jeho střelci palbu. Americká armáda později z vesnice evakuovala 11 civilistů a zraněné děti.

## Vyšetřování
Podle prvních zpráv, které vydalo velitelství amerických vojsk několik dní po incidentu, byl masakr v Mỹ Lai úspěšnou vojenskou operací. Podle oficiální verze bylo zlikvidováno 16. března 1968 severovýchodně od města Quang Ngai 128 nepřátelských vojáků, přičemž Američané utrpěli ztráty ve výši dvou mrtvých a 10 raněných. Velitel 11. lehké pěchotní brigády plukovník Henderson po rozhovoru s několika vojáky, kteří se akce zúčastnili, podal svým nadřízeným zprávu, že při boji bylo zabito i 22 civilistů. Tato zpráva se však na veřejnost nedostala.
K zevrubnému vyšetření události došlo díky Ronu Ridenhourovi, jenž se o masakru dozvěděl během svého nasazení ve Vietnamu. Ridenhour napsal prezidentovi Nixonovi, třiceti kongresmanům a zodpovědným činitelům Pentagonu dopis, ve kterém popsal masakr v Mỹ Lai. Většina z nich na dopis nereagovala. Jen několik vlivných politiků se o incident začalo zajímat, především člen Sněmovny reprezentantů Mo Udall a také senátoři USA Barry Goldwater a Edward Brooke. Od 12. do 20. listopadu 1969 uveřejňoval americký investigativní novinář Seymour Hersh informace o incidentu v časopisech Time, Life a Newsweek.
Podle následného vyšetřování americké armády bylo v Mỹ Lai zabito přibližně 347 civilistů, pozdější vyšetřování včetně údajů vietnamské strany hovoří až o 504 obětech. Pouze u tří nebo čtyř z obětí střelby a vraždění nasvědčovaly důkazy tomu, že to byli příslušníci Vietkongu. Navzdory rozkazům, ve kterých byla vesnice označena jako základna nepřítele, v ní byly nalezeny jen tři ruční zbraně. Jedinou ztrátou, kterou americké jednotky utrpěly, byl jeden zraněný voják, který se postřelil do nohy.
17. března 1970 americká armáda obvinila 14 důstojníků, včetně generálmajora Samuela W. Kostera, velitele divize Americal, za zatajování informací o incidentu. Většina z obvinění však byla zrušena. Velitel brigády plukovník Oran K. Henderson byl nakonec jediným, kdo byl z krytí masové vraždy obviněn. Stalo se tak 17. prosince 1971.
Po 10 měsících trvajícím soudu byl 10. října 1971 poručík William Calley odsouzen za vraždu a vydání rozkazu k střelbě do civilistů na doživotí. Dva dny po nabytí pravomoci rozsudku byl ale prezidentem omilostněn. Calley si nakonec odseděl ve vězení Fort Leavenworth čtyři a půl měsíce, přičemž během této doby měl povoleny neomezené návštěvy své přítelkyně. Soud ostatní obžalované včetně kapitána Mediny zbavil viny.
Mnozí Američané reagovali na soud s americkými vojáky překvapivě. Pastor Michael Lord řekl shromážděným lidem v kostele: „Před dvěma tisíci lety došlo k ukřižování muže jménem Ježíš Kristus a nemyslím, že bychom potřebovali další ukřižování muže jménem Rusty Calley.“ Deska nazvaná Bojová hymna poručíka Calleyho, v níž se tento masový vrah setkává s nejvyšším velitelem na nebesích a říká mu, že jen plnil rozkazy a svou povinnost, se setkala s vřelým ohlasem.

## Dopad na morálku a pravda o činnosti amerických vojáků ve Vietnamu
Masakr v Mỹ Lai a fotografie povražděných obyvatel vesnice, vytvořené přítomnými vojáky, se staly díky výraznému zájmu médií jedním z nejznámějších obrazů války ve Vietnamu, který prezentoval americká vojska v tom nejhorším světle. Tato událost rozšířila rozhořčení z této války po celém světě a snížila podporu amerických vojsk ve Vietnamu. Incident byl jedním z mnoha, kterých se během války dopustily obě strany. Poukazoval na nesprávnou koncepci vedení bojové činnosti proti partyzánům, kterou aplikovaly americké síly. Mnoho amerických jednotek nedbalo při vedení bojových operací na civilní oběti na straně jižního Vietnamu a nesnažilo se správným způsobem naklonit si místní obyvatelstvo, které bylo na mnohých místech stejně terorizováno jihovietnamskou armádou, jakož i komunistickými jednotkami. Masakr byl také známkou toho, že i vojáci demokratických zemí jsou schopni těch nejbrutálnějších válečných zločinů.
Další z faktů, který si vyžádal reflexi v armádě, bylo zejména to, že vyšší velení stejně jako i oficiální místa masakr úplně ignorovala nebo se ho snažila utajit.